# جين شو (صحفية)
جين شو (بالإنجليزية: Jane Shaw)‏ هي صحفية ومؤرخة بريطانية، ولدت في 1965 في نورتش في المملكة المتحدة.